# 中华人民共和国第二十届图书交易博览会
中华人民共和国第二十届图书交易博览会，简称第二十届书博会，于2010年4月24日在四川成都市举办，分会场设立在广安、绵阳、乐山。